# 젤라틴

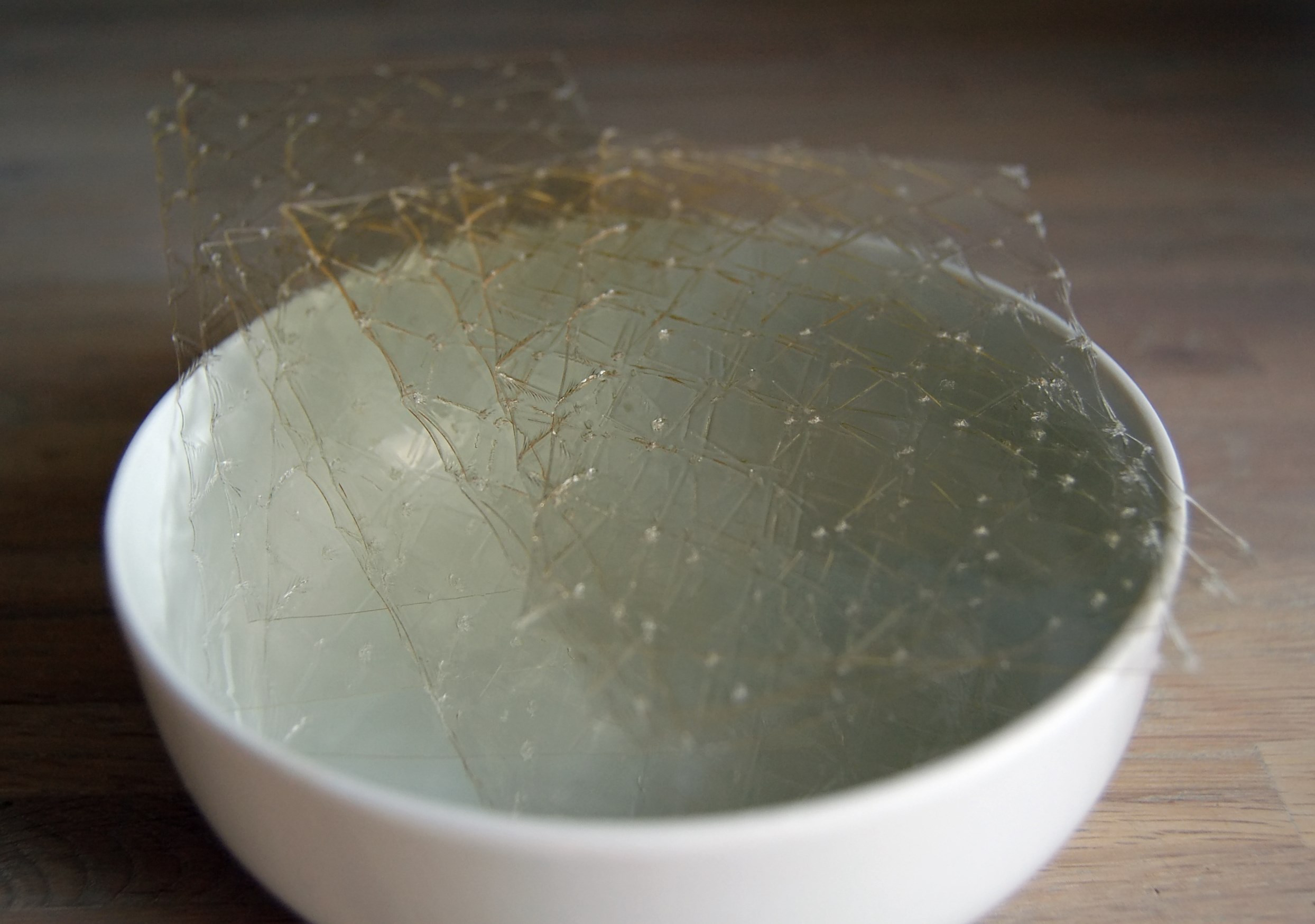
고체 젤라틴 시트

젤라틴(영어: gelatin)은 투명한 색을 띄는 단백질의 한 종류로, 맛이 거의 나지 않아 주로 젤리 등의 쫄깃한 식감을 주는 식품에 첨가된다. 단백질 가수 분해 효소(프로테아제, protease)에 의해 분해된다. 온도로는 40~50°에서 용해된다.
젤라틴은 반투명하고 무색이며 맛이 없는 식품 성분으로 일반적으로 동물 신체 부위에서 채취한 콜라겐에서 추출된다. 건조하면 부서지기 쉽고 습하면 고무처럼 보인다. 가수분해를 거친 후 가수분해된 콜라겐, 콜라겐 가수분해물, 젤라틴 가수분해물, 가수분해된 젤라틴 및 콜라겐 펩티드라고도 할 수 있다. 이는 일반적으로 식품, 음료, 약물, 약물 또는 비타민 캡슐, 사진 필름, 종이 및 화장품의 겔화제로 사용된다.
젤라틴을 함유하거나 유사한 방식으로 기능하는 물질을 젤라틴 물질이라고 한다. 젤라틴은 비가역적으로 가수분해된 형태의 콜라겐이며, 가수분해는 단백질 원섬유를 더 작은 펩티드로 감소시킨다. 변성의 물리적, 화학적 방법에 따라 펩타이드의 분자량은 넓은 범위에 속한다. 젤라틴은 젤라틴 디저트, 대부분의 젤리 캔디, 마시멜로, 아이스크림, 딥, 요구르트에 존재한다. 요리용 젤라틴은 분말, 과립, 시트 형태로 제공된다. 인스턴트 타입은 그대로 식품에 첨가할 수 있다. 그 밖의 타입은 미리 물에 담가야 한다.

## 재료
동물의 가죽, 연골, 힘줄 등에 구성된 천연 단백질을 분해하고 정제함 으로써 얻어진다. 젤라틴은 두 타입으로 나눠볼 수 있는데, 산성 처리 공정으로 만든 A형과 염기성 처리 공정으로 만든 B형이 있다.

## 용도
아이스크림, 젤리, 푸딩 등과 같은 식품 첨가물로 쓰이거나 의약품, 사진용, 공업용, 지폐 제조 등에 쓰이기도 한다.

### 요리
요리 시 겔화제로 가장 잘 알려진 젤라틴의 종류와 등급은 다양한 식품 및 비식품 제품에 사용된다. 젤라틴을 함유한 식품의 일반적인 예로는 젤라틴 디저트, 트라이플, 아스픽, 마시멜로, 사탕 옥수수 및 핍스, 젤리 베어, 과일 스낵, 젤리 베이비 등의 과자류가 있다. 젤라틴은 요구르트, 크림 치즈, 마가린과 같은 식품의 안정제, 증점제 또는 질감 부여제로 사용될 수 있다. 또한 지방의 식감을 시뮬레이션하고 볼륨을 생성하기 위해 지방을 줄인 식품에도 사용된다.
젤라틴은 사과 주스, 식초 등의 주스를 정화하는 데 사용된다.

### 화장품
화장품에서는 가수분해 콜라겐이 국소 크림에서 발견되어 제품 질감 컨디셔너 및 보습제 역할을 할 수 있다. 콜라겐 임플란트나 피부 필러는 주름, 윤곽 부족, 여드름 흉터 등을 해결하는 데에도 사용된다. 미국 식품의약국(FDA)은 이 필러의 사용을 승인했으며 소(소)와 인간의 세포를 이러한 필러의 공급원으로 확인했다. FDA에 따르면 원하는 효과는 3~4개월 동안 지속될 수 있으며, 이는 동일한 목적으로 사용되는 다른 재료에 비해 상대적으로 가장 짧은 기간이다.

### 기타 용도
- 일부 전문 및 연극용 조명 장비는 컬러 젤을 사용하여 빔 색상을 변경한다. 역사적으로 이들은 젤라틴으로 만들어졌기 때문에 컬러 젤이라는 용어가 사용되었다.
- 원래 젤라틴은 모든 약과 비타민 캡슐의 껍질을 구성하여 삼키기 쉽도록 만들어졌다. 이제 채식주의자가 수용할 수 있는 젤라틴 대체제인 히프로멜로스도 사용되며 젤라틴보다 생산 비용이 저렴하다.
- 가죽 접착제 등 일부 동물성 접착제는 정제되지 않은 젤라틴일 수 있다.
- 거의 모든 사진 필름과 인화지에서 할로겐화은 결정을 에멀젼으로 유지하는 데 사용된다. 상당한 노력에도 불구하고 젤라틴의 안정성과 저렴한 가격을 갖춘 적절한 대체품은 발견되지 않았다.
- 다른 물질의 담체, 코팅제, 분리제로 사용된다. 예를 들어 베타카로틴을 수용성으로 만들어 베타카로틴을 함유한 모든 청량음료에 노란색을 부여한다.
- 탄도 젤라틴은 총기에서 발사된 총알의 성능을 테스트하고 측정하는 데 사용된다.
- 젤라틴은 성냥개비와 사포의 바인더로 사용된다.
- 화장품에는 가수분해 콜라겐(가수분해물)이라는 이름으로 젤라틴의 비겔화 변형이 포함될 수 있다.
- 젤라틴은 1337년에 종이의 외부 표면 사이징제로 처음 사용되었으며 19세기 중반까지 모든 유럽 종이의 주요 사이징제로 계속 사용되었다. 현대에는 주로 수채화 용지에서 발견되며 때로는 광택 인쇄 용지, 아트지, 카드 용지에서도 발견된다. 크레이프지의 주름을 유지해준다.
- 생명공학기술: 젤라틴은 조직공학 응용을 위한 하이드로겔 합성에도 사용된다. 젤라틴은 면역분석법의 포화제로도 사용되며 코트로도 사용된다. 젤라틴 분해 분석을 사용하면 암세포의 돌출 구조이며 세포 부착 및 리모델링에 중요한 역할을 하는 침윤성 및 포도솜이라고 불리는 세포 돌출에 대한 연구를 위해 전체 세포의 침습적 행동을 분석하는 대신 세포외 기질(ECM)의 침윤을 시각화하고 정량화할 수 있다.

## 같이 보기
- 우무
- 카라기난
- 곤약
- 펙틴